# Ropalidia incurva
Ropalidia incurva är en getingart som beskrevs av Evelyn Cheesman. 1952.
Ropalidia incurva ingår i släktet Ropalidia och familjen getingar. Inga underarter finns listade i Catalogue of Life.